# Noong Hẹt
Noong Hẹt là một xã thuộc huyện Điện Biên, tỉnh Điện Biên, Việt Nam.

## Địa lý
Xã Noong Hẹt nằm ở phía nam huyện Điện Biên, có vị trí địa lý:
- Phía đông giáp huyện Điện Biên Đông
- Phía tây giáp xã Noong Luống
- Phía nam giáp xã Sam Mứn
- Phía bắc giáp xã Thanh An.

Xã Noong Hẹt có diện tích 13,38 km², dân số năm 2022 là 7.259 người, mật độ dân số đạt 542 người/km².

## Hành chính
Xã Noong Hẹt được chia thành 14 thôn, bản.

## Lịch sử
Năm 1955, thành lập xã Noong Luống trên cơ sở một phần của xã Noong Hẹt.
Ngày 10 tháng 7 năm 2019, HĐND tỉnh Điện Biên ban hành Nghị quyết số 116/NQ-HĐND về việc:
- Sáp nhập bản Huổi Lé A và bản Huổi Lé B vào bản Noong Bua.
- Sáp nhập thôn Tân Bình vào thôn Tân Biên.
- Sáp nhập thôn Lập Thành vào thôn Hợp Thành.
- Sáp nhập bản Phiêng Cá vào Bản Mớ.
- Thành lập Bản Bông trên cơ sở 3 bản: Bản Bông A, Bản Bông B, Hưng Yên.
- Sáp nhập thôn Púng Khẩu vào thôn Duyên Long.
- Sáp nhập thôn Phủ On vào thôn Văn Biên.
- Sáp nhập thôn Châu Bình vào thôn Văn Tân.
- Sáp nhập thôn Noong Hòa vào thôn Tân Lập.
- Sáp nhập bản Hoàng Công Chất vào Bản Phủ.
- Sáp nhập Bản Lé vào bản Noong Hẹt.